# 2004-es magyar asztalitenisz-bajnokság
A 2004-es magyar asztalitenisz-bajnokság a nyolcvanhetedik magyar bajnokság volt. A bajnokságot március 26. és 28. között rendezték meg Budapesten, a Nemzeti Sportcsarnokban (a női selejtezőt a Jégszínházban).

## Eredmények
| Versenyszám  | Arany                                                        | Arany | Ezüst                                            | Ezüst | Bronz                                                                                               | Bronz |
| ------------ | ------------------------------------------------------------ | ----- | ------------------------------------------------ | ----- | --------------------------------------------------------------------------------------------------- | ----- |
| Férfi egyéni | Fazekas Péter TTC Langenlois                                 |       | Lindner Ádám BVSC                                |       | Somosi Miklós Kecskeméti SpartacusPattantyús Ádám TTC Flötzersteig                                  |       |
| Női egyéni   | Fazekas Mária Statisztika Petőfi SC                          |       | Molnár Zita Statisztika Petőfi SC                |       | Braun Éva BSEIszajeva Anna BSE                                                                      |       |
| Férfi páros  | Fazekas Péter, Pázsy Ferenc TTC Langenlois , SV Plüderhausen |       | Németh Károly, Marsi Márton BVSC                 |       | Varga Zoltán, Magyar László BVSCSomosi Miklós, Zoltán Zoltán Kecskeméti Spartacus                   |       |
| Női páros    | Éllő Vivien, Kertai Rita Postás-Matáv SE                     |       | Fazekas Mária, Molnár Zita Statisztika Petőfi SC |       | Braun Éva, Iszajeva Anna BSECsernyik Ildikó, Hajduska Rita Statisztika Petőfi SC, Budaörsi SC       |       |
| Vegyes páros | Vitsek Iván, Éllő Vivien VÖEST Linz , Postás-Matáv SE        |       | Németh Károly, Kertai Rita BVSC, Postás-Matáv SE |       | Zoltán Zoltán, Kókai Ágnes Kecskeméti Spartacus, BSEMarsi Márton, Lovas Petra BVSC, Postás-Matáv SE |       |